# Oumed Oukri
Oumed Oukri (ur. 5 października 1990 w Gambeli) – piłkarz etiopski grający na pozycji napastnika. Od 2022 roku jest zawodnikiem klubu Suwaiq Club.

## Kariera klubowa
Swoją karierę piłkarską Oumed rozpoczął w klubie Defence Force SC ze stolicy kraju, Addis Abeby. W jego barwach zadebiutował w 2008 roku w pierwszej lidze etiopskiej. Grał w nim do końca sezonu 2011/2012. Latem 2012 przeszedł do Saint-George SA. W sezonie 2013/2014 został z nim mistrzem Etiopii. W 2014 roku wyjechał do Egiptu i kolejno w tym kraju grał takich klubach jak: Al-Ittihad Aleksandria (2014-2015), ENPPI Club (2015-2016), El-Entag El-Harby SC (2016-2017), Smouha SC (2017-2019) i Aswan SC (2019-2020). W latach 2020–2022 grał w rodzimym Hadiya Hossana FC. W 2022 przeszedł do omańskiego Suwaiq Club.

## Kariera reprezentacyjna
W reprezentacji Etiopii Oumed zadebiutował 30 listopada 2009 roku w wygranym 5:0 meczu CECAFA Cup 2009 z Dżibuti, w którym strzelił 2 gole. W 2013 roku został powołany do kadry na Puchar Narodów Afryki 2013.